# Unión Nacional Dominicana
Unión Nacional Dominicana fue una agrupación patriótica, duró desde el 1920 hasta el 1921 ,presidida por el notable intelectual Emiliano Tejera, arreció su campaña en favor de la evacuación "pura y simple", pero los norteamericanos se negaron a ello pretendiendo que los dominicanos aceptaran como buenos y válidos los actos del Gobierno Militar que había promulgado una serie de leyes y realizado un número de transacciones que envolvían derechos de terceros que querían proteger. 
Algunos meses después de que Harding tomara posesión de la presidencia, nombró como Gobernador Militar a Samuel S. Robinson, encargado de facilitar los trabajos de la desocupación.
Tras su llegada al país en junio de 1921, Robinson hizo publicar una proclama preparada en Washington en la cual se anunciaba un plan de evacuación escalonado que envolvía la celebración de elecciones generales supervisadas por el Gobierno Militar para elegir un Presidente de la República como cabeza de un Gobierno Constitucional dominicano. Según la proclama, el Gobierno Dominicano reconocería todos los actos del Gobierno Militar y mantendría oficiales norteamericanos a cargo de la Policía Nacional.
Semejante pretensión fue rechazada en forma unánime por la población, altamente motivada por los mítines y reuniones públicas organizadas por la Unión Nacional Dominicana, entendiendo que los norteamericanos intentaban la formación de un gobierno títere, dependiente del suyo.